# فيليكس فيرديجو
فيليكس فيرديجو (بالإنجليزية: Félix Verdejo) (مواليد 19 مايو 1993) هو ملاكم أمريكي، مثّل بلاده في الألعاب الأولمبية الصيفية 2012.

## روابط خارجية
فيليكس فيرديجو على موقع بوكس ريك (الإنجليزية) (registration required)
- فيليكس فيرديجو على موقع اللجنة الأولمبية الدولية (الإنجليزية)
- فيليكس فيرديجو على موقع أوليمبيديا (الإنجليزية)